# 421 a.C.

## Eventos
- Arístio, arconte de Atenas.[1]
- Numério Fábio Vibulano e Tito Quíncio Capitolino Barbato, cônsules romanos.

### Grécia

Mapa da Grécia em 431 a.C., mostrando os locais das batalhas de Délio e Esfactéria (em Mégara) e as cidades de Plateias e Escione

- Apesar da Guerra do Peloponeso ter terminado, por uma trégua entre Esparta e Atenas,[Nota 1] tumultos e movimentos militares continuaram a ocorrer na Grécia,[1] porque os atenienses e lacedemônios haviam feito uma aliança, sem consultar os aliados, que desconfiaram que o objetivo deles era escravizar toda a Grécia.[2] Assim, várias outras cidades, das quais as principais eram Argos, Tebas, Corinto e Élida, trocaram embaixadores, e formaram alianças contra os atenienses e lacedemônios.[3]
- É criada uma aliança entre Atenas e Esparta, e, em cada cidade, é dado a um grupo pequeno (dez em Atenas) para modificar qualquer cláusula do tratado.[4]
- Como os demais gregos desprezavam os atenienses pela derrota em Délio e os lacedemônios pela captura dos seus cidadãos em Esfactéria,[Nota 2] as cidades elegeram Argos para ser a líder.[5] Argos imediatamente forma uma tropa de elite de 1000 homens.[6]
- Em Esparta, por temerem que o Peloponeso se unisse contra eles, são feitas algumas concessões: os mil hilotas que lutaram com Brásidas [Nota 3] ganham a liberdade, e os espartanos que haviam sido capturados em Esfactéria e que estavam em desgraça por haverem diminuido a glória de Esparta são perdoados deste estado.[7]
- Os espartanos passam a tratar seus aliados de forma mais generosa.[8]
- Os atenienses, pelo contrário, adotam uma política para inspirar terror nos seus aliados que quisessem se separar deles; após sitiar e tomar a cidade de Escione,[Nota 4] eles passam ao fio da espada todos os homens jovens e mais velhos, vendem as mulheres e crianças como escravas, e entregam a ilha aos habitantes de Plateias, que haviam perdido sua terra natal por sua aliança com Atenas.[Nota 5][9]

### Itália
- Os campânios sitiam e capturam a cidade de Cumas, que é pilhada e tem seus cidadãos vendidos como escravos; a cidade é repovoada com cidadãos da Campânia.[10]